# Hyttdammen (By socken, Dalarna)
Hyttdammen är en sjö i Avesta kommun i Dalarna och ingår i Dalälvens huvudavrinningsområde. Sjöns area är 0,01 kvadratkilometer och den är belägen 115 meter över havet.